# Klostersee (Lehnin)
Le Klostersee est un lac allemand situé dans le land du Brandebourg, au nord-est du pays. Il se trouve sur le territoire de la municipalité de Kloster Lehnin.

## Traduction
- (en) Cet article est partiellement ou en totalité issu de l’article de Wikipédia en anglais intitulé « Klostersee (Lehnin) » (voir la liste des auteurs).